# Кейлъб Дресел
Кейлъб Ремел Дресел (на английски: Caeleb Remel Dressel) е американски състезател по плуване.
Роден е в гр. Грийн Коув Спрингс, щ. Флорида, САЩ. Състезава се за Bolles School.
Носител е на 7 златни олимпийски медала от игрите в Рио де Жанейро (2016) и Токио (2020). Той е шесткратен световен шампион.